# 女房紛失
『女房紛失』（にょうぼうふんしつ）は、1928年（昭和3年）6月15日公開の日本映画である。松竹キネマ製作・配給。監督は小津安二郎。モノクロ、スタンダード、サイレント、54分。
三角関係を題材にした5巻もののナンセンス喜劇で、雑誌『映画時代』の脚本懸賞募集で当選したものを映画化した作品である。小津自身は面白いものとは思えず、話すらよく覚えていないと後年に述懐している。初回興行は浅草の電気館。現在、脚本・ネガ原版・上映用プリントのいずれも散逸している。

## あらすじ
譲次は曜子という妻がいるにもかかわらず、ダンサーである由美子と浮気をしている。曜子は外科院長の伯父に夫の放蕩を訴えるが、夫は反省しそうもないので、探偵を雇って譲次の行動を監視してもらうことにする。ついに、譲次は由美子とホテルへ向かい、二人のあとを探偵と曜子はこっそり尾行する。

## スタッフ
- 監督：小津安二郎
- 脚本：吉田百助
- 原案：高野斧之助
- 撮影：茂原英雄

## キャスト
- 彼（譲次）：斎藤達雄
- 彼女（由美子）：岡村文子
- 譲次の妻曜子：松井潤子
- 探偵（車六芳明）：国島荘一
- 伯父（外科院長）：坂本武
- 泥棒（有世流帆）：菅野七郎
- 探偵の助手：関時男
- バナナ屋：小倉繁
- 笠智衆